# سدم نيفادي
السُدم النيفادي (باللاتينية: Sedum nevadense) نوع نباتي يتبع جنس السدم من الفصيلة المخلدية.

## الموئل والانتشار
موطنه المغرب العربي وإسبانيا وفرنسا.

## مرادفات للاسم العلمي
- (باللاتينية: Oreosedum nevadense (Coss.) Grulich)
- (باللاتينية: Oreosedum villosum subsp. nevadense (Coss.) Velayos 		)
- (باللاتينية: Sedum villosum subsp. nevadense (Coss.) Batt.)